# Werner Wolfgang Rogosinski
Werner Wolfgang Rogosinski (* 24. September 1894 in Breslau; † 23. Juli 1964 in Aarhus) war ein deutsch-britischer Mathematiker.

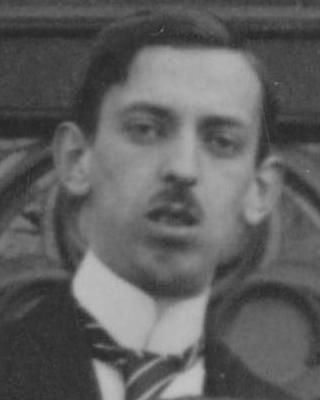
Werner Rogosinski, Göttingen 1920

## Leben
Der Vater, Hermann Rogosinski, war Justizrat in Breslau. Von 1900 bis zum Abitur im Jahre 1913 besuchte Werner Wolfgang Rogosinski das humanistische Maria-Magdalenen-Gymnasium seiner Heimatstadt. Er studierte anschließend an den Universitäten in Breslau, Freiburg und zuletzt in Göttingen unter Edmund Landau. Unterbrochen wurde das Studium durch den Ersten Weltkrieg, in dem Rogosinski als Sanitäter eingesetzt wurde. Er konzentrierte seine Studien auf die reine Mathematik (theoretische Mathematik), daneben hatte er Physik und Philosophie belegt. Sein Interesse galt analytischen Problemen, insbesondere den Reihen. Mit seiner in nur zwei Wochen verfassten Dissertation Neue Anwendung der Pfeifferschen Methode bei Dirichlets Teilerproblem sorgte er 1922 für Aufsehen in der mathematischen Fachwelt, in die er mit diesem Erfolg selbstbewusst hineinwuchs. Rogosinski heiratete 1928 in Königsberg die Jugendfreundin seiner Schwester. Im Jahre 1932 wurde Sohn Peter geboren. Der aus Deutschland stammende Mathematiker wurde auch von seinen englischen Freunden als „gemütlich“ charakterisiert.

## Wirken
1923 ging Rogosinski nach Königsberg, zunächst als Privatdozent und ab 1928 als außerordentlicher Professor. Es folgten fünf produktive und erfolgreiche Jahre in der Zusammenarbeit mit Richard Brauer, Gabor Szegö und Kurt Reidemeister. Die Familien Rogosinski und Szegö befreundeten sich. Sein erstes Buch veröffentlichte Rogosinski im Jahr 1930. Es war eine Einführung in die Theorie der Fourierreihen (so benannt nach Jean Baptiste Joseph Fourier) und war für Studenten geschrieben. Das Original wurde 1959 ins Englische übersetzt und wird auch heute noch genutzt. Doch nach der Machtübernahme durch die Nationalsozialisten änderte sich alles. 1936 wurde Wolfgang Rogosinski die venia legendi entzogen. Er durfte nur noch an einigen jüdischen Schulen in Berlin unterrichten.
Die Cambridge-Professoren Godfrey Harold Hardy und John Edensor Littlewood, die schon seit geraumer Zeit mit Rogosinski in Kontakt standen, luden ihn ein, nach England zu kommen. So lebte er seit 1937, dank großzügiger Unterstützung durch die Society for the Protection of Science and Learning, mit Frau und Kind in Cambridge, wo er zusammen mit Hardy und Littlewood an Publikationen beteiligt war. Mit G. H. Hardy veröffentlichte er von 1943 bis 1949 fünf Beiträge unter dem Titel Notes on Fourier series. Eine Lehrerstelle in Aberdeen verschaffte ihm 1941 ein eigenes bescheidenes Einkommen und die Möglichkeit, weiter wissenschaftlich zu arbeiten und die Ergebnisse zu veröffentlichen. 1945 ging Rogosinski als Dozent nach Newcastle. 1947 wurde er zum Professor ernannt und 1948 zum Head of Department. Hier konnte er seine exzellenten Fähigkeiten auf dem Gebiet der Verwaltung entfalten. Auch sein Ruf als guter Gastgeber war allgemein bekannt. So lud er seine Doktoranden nach jedem Colloquium zu einem köstlichen Mahl ein. Viele seiner Studenten wurden später selber Professoren oder Dozenten. Der herzliche Umgang mit seinen Schülern und Kollegen führte dazu, dass Rogosinski weltweit von Mathematikern nur „Rogo“ genannt wurde.
1952 erschien sein Buch Volume and Integral. Während der Jahre in Newcastle knüpfte „Rogo“ auf verschiedenen USA-Reisen Kontakte mit dortigen Mathematikern. 1959 trat Rogosinski von seinem Amt in Newcastle zurück. Svend Bundgaard holte ihn in das von ihm geleitete Mathematische Institut von Aarhus. „Rogo“ verbrachte hier die letzten fünf Jahre seines Lebens. In Dänemark wurde er so populär wie sonst nirgendwo. Gasthörer aus aller Welt kamen zu seinen Vorlesungen nach Aarhus. Nachdem Rogosinski bereits 1954 in England Mitglied der Royal Society (Fellow of the Royal Society) geworden war, wurde er 1962 auswärtiges Mitglied der Königlich Dänischen Akademie der Wissenschaften. Er unternahm weitere Reisen durch ganz Amerika und Mexiko. Seine Absicht, von Aarhus nach Brighton auf die neue Universität Sussex zu gehen, konnte er nicht mehr verwirklichen.
Die Bibliographie Rogosinskis weist neben seinen Buchveröffentlichungen 50 wissenschaftliche Artikel aus. Er starb nach langer Krankheit im Alter von 69 Jahren in Aarhus.